# Grenadine and Peppermint
Grenadine and Peppermint (Originaltitel: Grenadine et Mentalo) ist eine französisch-luxemburgische Zeichentrickserie aus dem Jahr 2010.

## Handlung
Das kleine Grenadine ist ein aufgewecktes Inuit-Mädchen, das zusammen mit ihrem eher ruhigen und lethargischen Freund, dem Pinguin Peppermint in der Arktis lebt. Die beiden erleben gemeinsam viele Abenteuer und stellen sich Herausforderungen. Peppermint spielt dabei oft den Superhelden, obwohl dies eigentlich gegen seine Natur ist.

## Produktion und Veröffentlichung
Die Serie wurde 2010 von Cyber Group Studios, Fabrique d'Images und Patoon Animation in Frankreich und Luxemburg produziert.
Die Serie ist als Stream über den Video-on-Demand-Dienst Amazon Video verfügbar.